# 杞共公
杞共公（- 前673年），中國周朝春秋時期的杞國第7任君主，承襲自杞靖公，卒於前673年，在位共8年。